# نیکو هرزیگ
نیکو هرزیگ (انگلیسی: Nico Herzig؛ زادهٔ ۱۰ دسامبر ۱۹۸۳) بازیکن فوتبال اهل آلمان است.
از باشگاه‌هایی که در آن بازی کرده‌است می‌توان به باشگاه فوتبال وهن ویسبادن، باشگاه فوتبال آرمینیا بیله‌فلد، باشگاه فوتبال وورتسبورگ کیکرز، و باشگاه فوتبال آلمانیا آخن اشاره کرد.